# 油坊镇 (扬中市)
油坊镇，是中华人民共和国江苏省鎮江市扬中市下辖的一个乡镇级行政单位。

## 行政区划
油坊镇下辖以下地区：
油坊社区、长旺街社区、油坊村、同德村、太平村、鸣凤村、长旺村、老郎村、振兴村、会龙村、邻丰村和振华村。